# 広島県を舞台とした作品一覧
広島県を舞台とした作品一覧（ひろしまけんをぶたいとしたさくひんいちらん）では、広島県内を舞台にした小説、映画、テレビドラマ、漫画・アニメーションなどを記述する。

## 古典
- 備後国風土記
- 高倉院厳島御幸記（源通親） - 廿日市市宮島[1]
- 平家物語 - 廿日市市宮島
- とはずがたり（後深草院二条） - 福山市鞆・廿日市市宮島など[2]
- 道ゆきぶり（今川貞世）[3]
- 鹿苑院殿厳島詣記（今川貞世） - 廿日市市宮島[4]
- 陰徳太平記（香川正矩・宣阿）
- 好色一代男（井原西鶴） - 福山市鞆・廿日市市宮島
- 稲生物怪録（稲生正令） - 三次市[5]
- 黄葉夕陽村舎詩（菅茶山） - 福山市神辺町[6]
- 山陽詩鈔（頼山陽）
- 続膝栗毛二編上下宮島参詣（十返舎一九） - 廿日市市宮島など[7]

## 小説・文芸
- あゝ江田島（菊村到） - 江田島市江田島町[8]
- 愛と認識の出発（倉田百三） - 庄原市
- 青葉学園物語（吉本直志郎） - 広島市佐伯区吉見園
- 赤ヘル1975（重松清） - 広島市
- 安芸いにしえの殺人（木谷恭介）
- 安芸宮島殺意の杜（大谷羊太郎）
- 悪名（今東光） - 尾道市因島
- アトミックボックス（池澤夏樹）
- アメン父（田中小実昌） - 呉市
- あるハンノキの話（今西祐行）
- 暗夜行路（志賀直哉） - 尾道市[9]
- 異郷（小山田浩子）[10]
- 幾山河（若山牧水） - 庄原市東城町
- 石臼の歌（壷井栄）
- 厳島（武内涼） - 廿日市市宮島など[11]
- いとしのヒナゴン（重松清） - 庄原市
- 因ノ島（井伏鱒二） - 尾道市因島[12]
- 駅路（松本清張）
- 生ましめん哉（栗原貞子） - 広島市
- エデンの海（若杉慧） - 竹原市忠海[13]
- おこりじぞう（山口勇子） - 広島市
- 折り鶴の少女（たいらまさお） - 広島市
- 尾道・倉敷殺人ルート（西村京太郎） - 尾道市
- 尾道少年物語（熊谷独） - 尾道市
- 尾道・竹原＜かぐや姫＞殺人（野村正樹）
- 尾道に消えた女（西村京太郎） - 尾道市
- 重い車（文沢隆一） - 広島市[14]
- 開墾村与作の陳述（井伏鱒二） - 神石高原町小畠[15]
- 壊滅の序曲（原民喜） - 広島市
- 片割草紙（井伏鱒二） - 神石高原町・福山市加茂町粟根[15]
- かべにきえる少年（手島悠介） - 広島市
- 神々の乱心（松本清張）
- 管絃祭（竹西寛子） - 広島市・廿日市市宮島・廿日市市地御前
- 関白に頭を下げなかった男吉川治部少輔元春（南条範夫）
- 吉川元春（浜野卓也）
- 君と読む場所（三川みり）
- 君に恋をしただけじゃ何も変わらないはずだった（筏田かつら）
- 凶犬の眼（柚月裕子）
- 空白の天気図（柳田邦夫） - 広島市
- 崩れる脳を抱きしめて（知念実希人）
- 朽ちゆく望楼（間宮茂輔） - 呉市倉橋島
- 雲の墓標（阿川弘之） - 大竹市
- 黒い雨（井伏鱒二） - 広島市・神石高原町小畠[15]
- 黒染めの鎧（火坂雅志）
- 継承（小山田浩子） - 広島市[16]
- 軽雷集以後（中村憲吉） - 三次市
- 原爆を見た少年（後藤勝彌）
- 原爆詩集（峠三吉） - 広島市
- 原爆小景（原民喜） - 広島市
- 原爆ドーム0磁場の殺人（吉村達也）
- 原爆と戦った特攻兵（豊田正義）
- 原爆の子〜広島の少年少女のうったえ（長田新） - 広島市
- 小島（小山田浩子）[17]
- こちらあみ子（今村夏子）
- 後鳥羽伝説殺人事件（内田康夫） - 三次市
- 小畠代官所（井伏鱒二） - 神石高原町小畠[15]
- 小畠村の話（井伏鱒二） - 神石高原町小畠[15]
- 小早川隆景（童門冬二）
- 御用控帳（井伏鱒二） - 神石高原町・福山市松永[15]
- 孤狼の血（柚月裕子）
- サダコと千羽鶴（エレノア・コア） - 広島市
- サダコは生きる（カルル・ブルックナー） - 広島市
- さんげ（正田篠枝） - 広島市
- 屍の街（大田洋子） - 広島市・廿日市市玖島[18]
- 実験都市（梶山季之） - 広島市南区比治山[19]
- 死の影（中山士朗） - 広島市[20]
- 島の子げんたの春休み（荒尾美智子）
- 少女たちの羅針盤（水生大海） - 福山市
- 集金旅行（井伏鱒二） - 福山市・尾道市
- しょうとの鬼たいじ（稲田和子）
- 白い町ヒロシマ（木村靖子） - 広島市[21]
- 仁義なき戦い（飯干晃一） - 呉市・広島市
- 死んだ女の子（ナーズム・ヒクメット） - 広島市
- 審判（堀田善衛） - 広島市[22]
- 新・平家物語（吉川英治）
- ズッコケ三人組（那須正幹） - 広島市西区
- 瀬戸内・鞆の浦殺人航跡（梓林太郎）
- 大地の子守歌（素九鬼子） - 呉市御手洗
- 大迷宮（横溝正史）
- 父と暮らせば（井上ひさし） - 広島市
- 千鳥（鈴木三重吉） - 江田島市
- 十津川警部呉広島ダブルの殺人（西村京太郎）
- 特急さくら殺人事件（西村京太郎）
- 翔べ千羽鶴ーヒロシマの少女（手島悠介） - 広島市
- 鞆の浦殺人事件（内田康夫）
- とんび（重松清） - 備後地方
- 内海の輪（松本清張） - 尾道市
- 夏の刻印（小久保均） - 広島市[23]
- 夏の花（原民喜） - 広島市[24]
- 荷車の歌（山代巴） - 三次市[25]
- 煤煙の臭い（宮地嘉六） - 呉市
- 廃墟から（原民喜） - 広島市・廿日市市
- 八月の少女たち（大野充子）
- 八月の光（朽木祥）
- 八月六日上々天気（長野まゆみ） - 広島市
- 8時15分 ヒロシマで生きぬいて許す心（美甘章子） - 広島市
- 春の城（阿川弘之） - 広島市[26]
- 東油木村の籐八（井伏鱒二） - 神石高原町・福山市加茂町粟根[15]
- ピカドン (木下蓮三) - 広島市
- ピカドン (丸木位里・丸木俊) - 広島市
- 光のうつしえ 廣島 ヒロシマ 広島（朽木祥） - 広島市
- 彼岸花はきつねのかんざし（朽木祥）
- 秀吉と武吉（城山三郎） - 竹原市など[27]
- ひばりのす（木下夕爾） - 福山市
- 日和ちゃんのお願いは絶対（岬鷺宮） - 尾道市[28]
- HIROSHIMA（小田実） - 広島市
- ヒロシマ（ジョン・ハーシー） - 広島市
- ヒロシマ（那須正幹）
- 広島電鉄殺人事件（西村京太郎）
- ヒロシマのうた（今西祐行） - 広島市
- ヒロシマ・ノート（大江健三郎） - 広島市
- ひろしまのえのき（長崎源之助）
- 広島の白い空（村上親康） - 広島市
- ひろしまのピカ (丸木俊)  - 広島市
- 広島悲歌 (細田民樹)  - 広島市[29]
- 広島水の都殺人事件（木谷恭介）
- 広島ヤクザ伝 「悪魔のキューピー」大西政寛と「殺人鬼」山上光治の生涯 (本堂淳一郎)  - 呉市・広島市
- ふたりのイーダ（松谷みよ子）
- 北条霞亭 (森鷗外)  - 福山市神辺町[30]
- 放浪記（林芙美子） - 尾道市
- 宮島・伝説の愛と死（西村京太郎）
- 毛利元就（山岡荘八）
- 毛利元就（童門冬二）
- 毛利元就（谷恒生）
- 毛利元就（得永信一郎）
- もってけ屋敷と僕の読書日記（三川みり）
- ももへの手紙（百瀬しのぶ） - 呉市
- 山霧 毛利元就の妻（永井路子）
- 山彦（鈴木三重吉） - 安芸太田町
- 夕凪の街と人と（大田洋子） - 広島市中区基町[31]、廿日市市宮島口
- 蓮如伝説殺人事件（木谷恭介）

## 映画

### 実写
- あゝ海軍（1969年、監督：村山三男） - 江田島市江田島町
- 愛と死の記録（1966年、監督：蔵原惟繕） - 広島市[32]
- アオギリにたくして（2013年、監督：中村柊斗） - 広島市[33]
- 青葉学園物語（1981年、監督：大澤豊） - 広島市佐伯区[34]
- 赤い文化住宅の初子（2007年、監督：タナダユキ）
- 悪名波止場（1963年、監督：森一生）
- 悪霊島（1981年、監督：篠田正浩）
- あした（1995年、監督：大林宣彦） - 尾道市[35]
- あの、夏の日（1999年、監督：大林宣彦） - 尾道市[36]
- 嵐を呼ぶ十八人（1963年、監督：吉田喜重） - 呉市[37]・広島市民球場
- 暗夜行路（1959年、監督：豊田四郎） - 尾道市[38]
- 石内尋常高等小学校 花は散れども（2008年、監督：新藤兼人） - 広島市佐伯区石内[39]
- うず潮（1964年、監督：齋藤武市） - 尾道市[40]
- 海猿 ウミザル（2004年、監督：羽住英一郎） - 呉市[41]
- 海はふりむかない（1969年、監督：斎藤耕一） - 広島市[42]
- 海辺の映画館―キネマの玉手箱（2020年、監督：大林宣彦） - 尾道市・広島市[43]
- H story（2001年、監督：諏訪敦彦） - 広島市[44]
- エデンの海（1950年、監督：中村登） - 竹原市忠海[45]
- エルネスト（2017年、監督：阪本順治） - 広島市[46]
- お好み八ちゃん（1999年、監督：中沢啓治） - 広島市[47]
- 男たちの大和/YAMATO（2005年、監督：佐藤純彌） - 呉市
- 男はつらいよ 口笛を吹く寅次郎（1983年、監督：山田洋次） - 尾道市因島
- 男はつらいよ 浪花の恋の寅次郎（1981年、監督：山田洋次） - 呉市大崎下島
- 鬼の居ぬ間（1956年、監督：瑞穂春海）  - 三原市[48]
- お嫁にゆきます（1978年、監督：西河克己）
- 海軍兵学校物語 あゝ江田島（1959年、監督：村山三男） - 江田島市江田島町[49]
- 鏡の女たち（2002年、監督：吉田喜重） - 広島市[50]
- カスタムメイド10.30（2005年、監督：伊志嶺一） - 広島市[51]
- 家族（1970年、監督：山田洋次） - 福山市 [52]
- 悲しみは女だけに（1958年、監督：新藤兼人） - 尾道市[53]
- 彼女は夢で踊る（2019年、監督：時川英之） - 広島市中区薬研堀[54]
- 神様のくれた赤ん坊（1979年、監督：前田陽一） - 尾道市[55]
- 彼のオートバイ、彼女の島（1986年、監督：大林宣彦）
- 河 あの裏切りが重く（1967年、監督：森弘太） - 広島市[56]
- 記録なき青春（1967年、監督：阿部孝男） - 広島市[56]
- 逆光（2021年、監督：須藤蓮） - 尾道市[57]
- 吟ずる者たち（2021年、監督：油谷誠至） - 東広島市安芸津
- 雲 Cloud Kumo（2016年、監督：イヴォンヌ・ン） - 広島市[58]
- 雲の墓標より 空ゆかば（1957年、監督：堀内真直） - 大竹市[59]
- 黒い雨（1989年、監督：今村昌平） - 広島市・神石高原町
- 軍艦すでに煙なし（1950年、監督：関川秀雄） - 呉市
- 劇場版 BAD BOYS J -最後に守るもの-（2013年、監督：窪田崇）
- 県警強行殺人班 鬼哭の戦場（2007年、監督：宮坂武志）
- 原爆の子（1952年、監督：新藤兼人） - 広島市[60][56]
- Go!（2001年、監督：矢崎充彦） - 広島市
- 恋する彼女、西へ。（2008年、監督：酒井信行） - 広島市
- 恋のしずく（2018年、監督：瀬木直貴） - 東広島市西条[61]・広島市
- 鯉のはなシアター（2018年、監督：時川英之） - 広島市
- こいのわ　婚活クルージング（2017年、監督：金子修介）
- 故郷（1972年、監督:山田洋次） - 呉市倉橋島・広島市・尾道市
- ゴジラvsキングギドラ（1991年、監督：大森一樹） - 広島市
- こちらあみ子（2022年、監督：森井勇佑）
- 孤狼の血（2018年、監督：白石和彌）
- 孤狼の血 LEVEL2（2021年、監督：白石和彌）
- 最後の博徒（1985年、監督：山下耕作） - 呉市[62]
- さくら隊散る（1988年、監督：新藤兼人） - 広島市
- サダコの鶴（2015年、監督：増山麗奈） - 広島市
- 聖の青春 （2016年、監督：森義隆）- 安芸郡府中町
- さびしんぼう（1985年、監督：大林宣彦） - 尾道市[63]
- 左様なら今晩は（2022年、監督：高橋名月） - 尾道市
- サルベージ・マイス（2011年、監督：田﨑竜太） - 広島市・呉市下蒲刈島
- シケモクとクズと花火と（2025年、監督：山岸謙太郎）
- 地獄門（1953年、監督：衣笠貞之助） - 廿日市市宮島
- 実録・広島やくざ戦争（2000年、監督：辻裕之）
- シネマの天使（2015年、監督：時川英之） - 福山市[64]
- 集金旅行 (1957年、監督:中村登) - 尾道市瀬戸田[65]
- 少年（1969年、監督：大島渚） - 尾道市
- 白い町ヒロシマ（1985年、監督：山田典吾） - 広島市[21]
- 仁義なき戦い五部作（1973年 - 1974年、監督：深作欣二）  - 呉市・広島市
- 新仁義なき戦い（1974年、監督：深作欣二） - 呉市
- 新日本珍道中 西日本の巻（1958年、監督：近江俊郎） - 広島市・廿日市市宮島[66]
- 正欲（2023年、監督：岸善幸） - 福山市
- 千羽鶴（1958年、監督：木村荘十二） - 広島市
- 千羽づる（1989年、監督：神山征二郎） - 広島市
- その夜は忘れない（1962年、監督：吉村公三郎） - 広島市[67]・東広島市安芸津
- 大地の子守歌（1976年、監督：増村保造） - 呉市御手洗
- 太陽、海を染めるとき（1961年、監督：舛田利雄） - 広島市・廿日市市宮島・呉市[68]
- 太陽は泣かない（1976年、監督：飯塚二郎） - 尾道市[69]
- TOUCH/タッチ（2024年、監督：バルタザール・コルマウクル） - 広島市
- 高野豆腐店の春（2023年、監督：三原光尋） - 尾道市[70]
- 脱獄広島殺人囚（1974年、監督：中島貞夫） - 広島市[71]
- 探偵ミタライの事件簿 星籠の海（2016年、監督：和泉聖治） - 福山市[72]
- 父と暮らせば（2004年、監督：黒木和雄） - 広島市[56]
- ちゃんこ（2005年、監督：サトウトシキ） - 東広島市
- 罪と許しの時代（2016年、監督：ジュン・ヤン）[73]
- 転校生（1982年、監督：大林宣彦） - 尾道市[74]
- 東京家族（2013年、監督：山田洋次） - 大崎上島町
- 東京物語（1953年、監督：小津安二郎） - 尾道市
- 灯籠流し（2016年、監督：バリー・フレシェット） - 広島市[75]
- 時をかける少女（1983年、監督：大林宣彦） - 尾道市
- とべない沈黙（1966年、監督：黒木和雄） - 広島市
- ドライブ・マイ・カー（2021年、監督：濱口竜介） - 広島市[76]
- トラック野郎・爆走一番星（1975年、監督：鈴木則文） - 廿日市市宮島
- トラック野郎・望郷一番星（1976年、監督：鈴木則文） - 広島市
- とんび（2022年、監督：瀬々敬久） - 備後地方
- 内海の輪（1971年、監督：斎藤耕一）
- 夏少女（1995年、監督：森川時久） - 広島市[77]
- なつのひかり（2016年、監督：ジャン・ガブリエル・ペリオ） - 広島市[78]
- 夏休みの地図（2013年、監督：深作健太） - 広島市・呉市大崎下島[79]
- 荷車の歌（1959年、監督：山本薩夫） - 三次市
- 二十四時間の情事（1959年、監督：アラン・レネ） - 広島市[80]
- 人間魚雷 あゝ回天特別攻撃隊（1968年、監督：小沢茂弘）
- 典子は、今（1981年、監督：松山善三）
- 裸の島（1960年、監督：新藤兼人） - 三原市宿禰島[81]
- はだしのゲン三部作（1976年 - 1980年、監督：山田典吾） - 広島市
- BADBOYS（2011年、監督：窪田崇）
- 八月の幻（2002年、監督：鈴木浩介） - 尾道市[82]
- 8時15分 ヒロシマ 父から娘へ（2020年、監督：J・R・ヘッフェルフィンガー） - 広島市[83]
- 花田少年史 幽霊と秘密のトンネル（2006年、監督：水田伸生）
- 花嫁さんは世界一（1959年、監督：新藤兼人）[84]
- 母（1963年、監督：新藤兼人） - 広島市
- ヒナゴン（2005年、監督：渡邊孝好） - 庄原市
- ひろしま（1953年、監督：関川秀雄） - 広島市
- 広島仁義 人質奪回作戦（1976年、監督：牧口雄二）
- ヒロシマ一九六六（1966年、監督：白井更生） - 広島市[85]
- 廣島廿八（1974年、監督：龍剛） - 広島市・廿日市市宮島[86]
- ヒロシマの証人（1968年、監督：斎村和彦） - 広島市[87]
- ふたり（1991年、監督：大林宣彦）  - 尾道市[88]
- フランケンシュタイン対地底怪獣（1965年、監督：本多猪四郎） - 広島市・廿日市市宮島
- マヌケ先生（2000年、監督：内藤忠司）  - 尾道市[89]
- Mr.ホームズ 名探偵最後の事件（2015年、監督：ビル・コンドン）
- ミステリと言う勿れ（2023年、監督：松山博昭）
- 名医死す〜感染症と闘った藤野昌言物語〜（2021年、監督：松村克弥） - 府中市
- モヒカン故郷に帰る（2016年、監督：沖田修一）[90]
- やっさだるマン（2018年、監督：大森研一）  - 三原市[91]
- 夕凪の街 桜の国 （2007年、監督：佐々部清）- 広島市中区基町
- 横川サスペンス（2005年、監督：神酒大亮） - 広島市西区横川[92]
- 夜霧の慕情（1966年、監督：松尾昭典） - 広島市・廿日市市宮島
- ライダーヒロシマ（1997年、監督：奥一浩）
- ラジオの恋（2015年、監督：時川英之）[93] - 広島市
- リライト（2025年、監督：松居大悟） - 尾道市[94]
- 6人ぼっち（2025年、監督：宗綱弟）
- ロッキンハートブレイカーズ（2018年、監督：島田角栄） - 尾道市[95]
- 惑星ラブソング（2025年、監督：時川英之） - 広島市[96]

### アニメ
- かっ飛ばせ!ドリーマーズ〜広島カープ誕生物語〜（1994年、監督：兼森義則）
- 崖の上のポニョ（2008年、監督：宮崎駿） - 福山市
- 黒い雨にうたれて（1984年、監督：白土武） - 広島市[56]
- クロがいた夏（1990年、監督：白土武） - 広島市
- この世界の片隅に（2016年、監督：片渕須直） - 呉市・広島市
- THE FIRST SLAM DUNK（2022年、監督：井上雄彦） - 広島市
- ジュノー（2010年、監督：木村真一郎） - 広島市
- つるにのって〜とも子の冒険〜（1993年、監督：有原誠治） - 広島市
- なっちゃんの赤いてぶくろ（1987年、監督：玉川芳行） - 広島市
- はだしのゲン（1983年、監督：真崎守） - 広島市
- はだしのゲン2（1986年、監督：平田敏夫） - 広島市
- ピカドン（1978年、監督：木下蓮三） - 広島市
- まっ黒なおべんとう（1990年、監督：出﨑哲） - 広島市
- 魔女見習いをさがして（2020年、監督：佐藤順一、鎌谷悠） - 尾道市
- ももへの手紙（2012年、監督：沖浦啓之） - 呉市大崎下島
- よっちゃんのビー玉（1999年、監督：青木雄三） - 広島市

## テレビドラマ
- ある勇気の記録（1966年 - 1967年、NET・中国放送） - 広島市・呉市
- 一番電車が走った（2015年、NHK） - 広島市
- うず潮（1962年、日本テレビ）
- うず潮（1964年 - 1965年、NHK）
- ウルトラマンA 第1話「輝け！ウルトラ五兄弟」（1972年、TBS） - 福山市
- エデンの海（1962年、日本テレビ） - 竹原市
- 黒い雨・姪の結婚（1983年、日本テレビ）
- この世界の片隅に（2011年、日本テレビ） - 呉市
- この世界の片隅に（2018年、TBS） - 呉市
- 最後のストライク（2000年、フジテレビ）
- 志都という女（1967年、TBS）- 尾道市・福山市
- 少女たちの日記帳 ヒロシマ 昭和20年4月6日〜8月6日（2009年、NHK） - 広島市
- 西部警察 PART-II第18話・第19話（1982年、テレビ朝日） - 広島市・廿日市市宮島口
- 戦艦大和のカレイライス（2014年、NHK） - 呉市
- 鯛めしの唄（1976年 - 1977年、フジテレビ） - 尾道市
- てっぱん（2010年 - 2011年、NHK） - 尾道市
- とんび（2012年、NHK）
- とんび（2013年、TBS）
- トンボの国（1996年、広島ホームテレビ）
- NASA〜未来から落ちてきた男〜（1991年、フジテレビ）
- 並木家の人々（1993年、フジテレビ） - 呉市
- 夏の王様（2001年、NHK） - 三原市
- はだしのゲン（2007年、フジテレビ） - 広島市
- BAD BOYS J（2013年、日本テレビ）
- 鳩子の海（1974年 - 1975年、NHK）
- 火の魚（2009年、NHK） - 呉市
- 広島 昭和20年8月6日（2005年、TBS） - 広島市中区
- ふたりのキャンバス（2017年、NHK） - 広島市中区
- 帽子（2008年、NHK） - 呉市
- 舞え!KAGURA姫（2016年、NHK）
- マッサン（2014年 - 2015年、NHK） - 竹原市
- 松本清張スペシャル・内海の輪（2001年、日本テレビ）
- 松本清張の内海の輪（1982年、TBS）
- 毛利元就（1997年、NHK）
- 基町アパート（2013年、NHK） - 広島市中区基町[97]
- 夕凪の街 桜の国 2018（2018年、NHK）
- 世の中さかさま（1970年、関西テレビ）
- 流星ワゴン（2015年、TBS） - 福山市
- わたしは海（1978年 - 1979年、NHK） - 呉市

## 漫画
- 赤い文化住宅の初子（松田洋子） - 福山市
- アイツノカノジョ（肉丸）- 広島県
- あきら翔ぶ!!（とだ勝之） - 県南東部の島
- 朝霧の巫女（宇河弘樹） - 三次市
- アニメがお仕事!（石田敦子） - 尾道市
- 海猿（佐藤秀峰） - 呉市
- 大いなる完（本宮ひろ志）
- お好み八ちゃん（中沢啓治）
- 学園ナイトメア（方條ゆとり） - 備北地方
- カバチタレ!（作：田島隆・画：東風孝広） - 広島市
- かみちゅ!（作：ベサメムーチョ・画：鳴子ハナハル） - 尾道市
- 消え行く少女（白土三平） - 広島市
- 木槌の誘い（水木しげる）
- KIPPO（田中宏） - 広島市
- 奮闘!びったれ（作：田島隆・画：高橋昌大）
- 君のいる町（瀬尾公治） - 庄原市
- 球場ラヴァーズ （石田敦子） - MAZDA Zoom-Zoom スタジアム広島
- 黒い雨にうたれて（中沢啓治） - 広島市
- ゲキの河（中沢啓治） - 広島市
- 原爆に遭った少女の話（さすらいのカナブン） - 広島市
- ゴールデンゴールド（堀尾省太） - 尾道市
- 極悪がんぼ（作：田島隆・画：東風孝広） - 広島市
- この世界の片隅に（こうの史代） - 呉市・広島市
- 実録・アウトロー列伝 悪魔のキューピー（北方勝） - 呉市・広島市
- ジパング（かわぐちかいじ） - 江田島市
- しまなみ誰そ彼（鎌谷悠希） - 尾道市
- シュート!新たなる伝説（大島司）
- 修羅の門異伝 ふでかげ（作：川原正敏・画：飛永宏之） - 三原市
- 涼風（瀬尾公治） - 庄原市・広島市
- SLAM DUNK（井上雄彦） - 広島市
- 空色スクエア。（双） - 尾道市
- 田中くんはいつもけだるげ（ウダノゾミ）
- タビと道づれ（たなかのか） - 尾道市
- たまゆら（作：佐藤順一・画：momo） - 竹原市
- ダンダリン一〇一（作：田島隆・画：鈴木マサカズ）
- とろける鉄工所（野村宗弘）
- 夏の寓話（山岸凉子） - 広島市
- ぱすてる（小林俊彦） - 尾道市
- はだしのゲン（中沢啓治） - 広島市
- ぱられる（小林俊彦） - 尾道市
- BADBOYS（田中宏） - 広島市
- BADBOYS グレアー（田中宏） - 広島市
- 広島カープ誕生物語（中沢啓治）
- 広島さん、友達になってください（こみちまい） - 広島市
- BLUE DROP（吉富昭仁） - 尾道市
- 平成COMPLEX（小だまたけし） - 広島市
- 星守る犬（村上たかし） - 東広島市
- 僕は恥っこが好き（若井ケン）
- まーぶるインスパイア（むねきち） - 広島市
- ミゼラぶる!（稲田恭明） - 廿日市市
- ミラクルジャイアンツ童夢くん - 広島市民球場
- 女神の鬼（田中宏） - 広島市
- ももへの手紙（原案：沖浦啓之・画：北見明子） - 呉市大崎下島
- モブ子の恋（田村茜） - 広島市安佐南区
- 夕凪の街 桜の国（こうの史代） - 広島市中区基町[98]
- らぶるーちん（らいどん） - 尾道市
- 女子力高めな獅子原くん（相舞みー） - 広島市

## テレビアニメ
- 朝霧の巫女（2002年） - 三次市
- かみちゅ!（2005年） - 尾道市
- 君のいる町（2012年、2013年） - 庄原市
- 女子かう生（2019年） - 広島市
- 涼風（2005年） - 庄原市・広島市
- ズッコケ三人組 楠屋敷のグルグル様（1995年） - 広島市
- センチメンタルジャーニー（1998年） - 広島市
- ソラとウミのアイダ（2018年） - 尾道市
- それいけ! ズッコケ三人組（2004年） - 広島市
- 田中くんはいつもけだるげ（2016年） - 三原市・広島市
- たまゆら（2010年 - 2016年） - 竹原市[99]・三原市・尾道市
- ヒロシマに一番電車が走った（1993年） - 広島市
- ぽんのみち（2024年） - 尾道市・広島市
- ライフル・イズ・ビューティフル（2019年） - 安芸太田町

## OVA
- たまゆら（2010年）
- BADBOYS（1993年 - 1998年）

## 音楽
- 青い空は（作曲:大西進、作詞:小森香子）
- Aokage（ポルノグラフィティ） - 尾道市因島、青影トンネル
- ありがとう三江線 （ごまはち） - JR三江線沿線
- 一本の鉛筆 （美空ひばり） - 広島市
- エノラ・ゲイの悲劇（アンディ・マクラスキー）
- Enola Gay(Hiroshima Today?)（ウリ・ジョン・ロート） - 広島市
- 狼（ポルノグラフィティ） - 尾道市因島、折古の浜
- 折り鶴（梅原司平） - 広島市
- 唇をかみしめて （吉田拓郎）
- 交響曲第６番「HIROSHIMA」（作曲:團伊玖磨） - 広島市
- THEME OF FATHER'S SON（浜田省吾） - 呉市・江田島市
- Jazz up（ポルノグラフィティ） - 尾道市因島、土生港
- 19のままさ（浜田省吾） - 広島市
- 死んだ女の子（作曲:外山雄三、作詞:ナーズム・ヒクメット） - 広島市
- 線路沿いの恋（Bluem of Youth） - 呉市
- Daddy's Town （浜田省吾） - 大竹市
- 月あかり （村下孝蔵） - 広島市佐伯区湯来町
- 同期の桜（作曲:大村能章、原作詞:西條八十） - 江田島市
- 鞆の浦慕情 （岩佐美咲） - 福山市鞆の浦
- 似島（作曲:大西進、作詞:源田えり）  - 似島
- 八月の歌（浜田省吾） - 広島市
- 春の海 （宮城道雄） - 福山市鞆の浦
- HIROSHIMA （ベン・フォールズ） - 広島市中区
- Hiroshima（ゲイリー・ムーア） - 広島市
- Hiroshima（ウリ・ジョン・ロート） - 広島市
- HIROSHIMA（フラワー・トラベリン・バンド） - 広島市
- ひ・ろ・し・ま（矢沢永吉） - 広島市
- 広島之恋 （張洪量・莫文蔚） - 広島市
- 広島娘 （二葉あき子）
- Hiroshima Mon Amour（アルカトラス） - 広島市
- FLASH IN JAPAN（矢沢永吉） - 広島市
- 松山行きフェリー（村下孝蔵） - 広島市南区宇品
- みなと（作曲:吉田信太、作詞:旗野十一郎） - 広島市南区宇品
- 村祭（作曲:南能衛、作詞:葛原しげる） - 福山市神辺町
- 夕日（作曲:室崎琴月、作詞:葛原しげる） - 福山市神辺町
- 夕陽の笛 （ひばり児童合唱団） - 廿日市市宮島

## ラジオドラマ
- 蒼のファンファーレ（NHK-FM 青春アドベンチャー）
- 赤ヘル1975（RCCラジオ）
- イナナギ（NHK-FM　FMシアター）
- 歌え、この街の空に（NHK-FM FMシアター）
- 風の向こうへ駆け抜けろ（NHK-FN青春アドベンチャー）
- 紅いハンカチ　（NHK-FM FMシアター）
- コンクリートの夢（NHK-FM FMシアター）
- 蝶が燃えた日（NHK-FM FMシアター）
- ばっちゃんの親子丼（NHK-FM FMシアター）
- 夕凪の街 桜の国（NHK-FM FMシアター）

## ゲーム
- アッチむいて恋 - 尾道市。本編で尾道本通り商店街及び艮神社が登場。
- KAIDO-峠の伝説- - 呉市野呂山
- ガンパレード・オーケストラ
- キスよりさきに恋よりはやく - 尾道市
- センチメンタルグラフティ - 広島市
- ソラとウミのアイダ - 尾道市
- タイムリープ - 尾道市の対岸の島。現実では向島に当たる。
- 鉄道むすめDS〜Terminal Memory〜 - 広島市
- ブシドーブレード
- プリズム◇リコレクション! - 呉市
- ぼくのなつやすみ4 瀬戸内少年探偵団「ボクと秘密の地図」 - 尾道市
- 毛利元就 誓いの三矢
- 龍が如く6 命の詩。 - 尾道市
- 夢見師 - 尾道市。町の特徴が一致。艮神社や旧尾道駅が登場。
- ルーンロオド - 1986年9月の尾道市。
- Wind -a breath of heart- - 広島市及び尾道市ほか。それぞれ八丁堀の広島金座街商店街や艮神社などが登場。
- ダ・カーポ-初音島
- RIDDLE JOKER-広島市　原爆ドーム前駅
- さくら、もゆ。-as the Night's, Reincarnation-　尾道 共楽園
- ラズベリーキューブ-広島県立高校

## 写真
- 毒ガスの島（樋口健二）- 大久野島
- ヒロシマ（土門拳）

## ドキュメンタリー
- いしぶみ（広島テレビ放送）
- ドキュメント21「毒ガスの痕 ヒロシマ・ウサギ島の記憶」
- プロジェクトX 挑戦者たち
  - 第28回「ロータリー47士」
  - 第29回「ルマンを制覇せよ」
  - 第50回「史上最大の集金作戦 広島カープ 市民とナインの熱き日々」